# Juno Award

Logo della manifestazione

I Juno Awards sono dei premi assegnati annualmente a cantanti e band canadesi come riconoscimento delle loro qualità artistiche e tecniche in tutti gli aspetti della musica.
I vincitori vengono scelti da un gruppo di esperti o dall'Accademia canadese delle arti e delle scienze.

## Lista delle edizioni
Le cerimonie dei Juno Awards si sono sempre tenute a Toronto fino al 1991. Da quel momento la cerimonia è stata spostata di anno in anno in varie città del Canada, dall'Atlantico al Pacifico. Le province del Nuovo Brunswick, l'Isola del Principe Edoardo, il Québec e i Territori non hanno ancora ospitato i Junos. Recentemente, la città che ospita i Junos organizza anche altri eventi e festival paralleli in concomitanza dei premi musicali.
| Anno | Data                                        | Città                                       | Luogo                                       | Presentatore                                | Emittente televisiva                        |
| ---- | ------------------------------------------- | ------------------------------------------- | ------------------------------------------- | ------------------------------------------- | ------------------------------------------- |
| 1970 | 23 febbraio                                 | Toronto, Ontario                            | St. Lawrence Hall                           | George Wilson                               | nessuna                                     |
| 1971 | 22 febbraio                                 | Toronto, Ontario                            | St. Lawrence Hall                           | George Wilson                               | nessuna                                     |
| 1972 | 28 febbraio                                 | Toronto, Ontario                            | Inn on the Park                             | George Wilson                               | nessuna                                     |
| 1973 | 12 marzo                                    | Toronto, Ontario                            | Inn on the Park                             | George Wilson                               | CBC Radio                                   |
| 1974 | 25 marzo                                    | Toronto, Ontario                            | Inn on the Park                             | George Wilson                               | nessuna                                     |
| 1975 | 24 marzo                                    | Toronto, Ontario                            | Canadian National Exhibition                | Paul Anka                                   | CBC                                         |
| 1976 | 15 marzo                                    | Toronto, Ontario                            | Ryerson Polytechnic Institute               | John Allan Cameron                          | CBC                                         |
| 1977 | 16 marzo                                    | Toronto, Ontario                            | Royal York Hotel                            | David Steinberg                             | CBC                                         |
| 1978 | 28 marzo                                    | Toronto, Ontario                            | Harbour Castle Hilton                       | David Steinberg                             | CBC                                         |
| 1979 | 21 marzo                                    | Toronto, Ontario                            | Harbour Castle Hilton                       | Burton Cummings                             | CBC                                         |
| 1980 | 2 aprile                                    | Toronto, Ontario                            | Harbour Castle Hilton                       | Burton Cummings                             | CBC                                         |
| 1981 | 5 febbraio                                  | Toronto, Ontario                            | O'Keefe Centre                              | Andrea Martin                               | CBC                                         |
| 1982 | 14 aprile                                   | Toronto, Ontario                            | Harbour Castle Hilton                       | Burton Cummings                             | CBC                                         |
| 1983 | 5 aprile                                    | Toronto, Ontario                            | Harbour Castle Hilton                       | Burton Cummings e Alan Thicke               | CBC                                         |
| 1984 | 5 dicembre                                  | Toronto, Ontario                            | Exhibition Place                            | Joe Flaherty e Andrea Martin                | CBC                                         |
| 1985 | 4 novembre                                  | Toronto, Ontario                            | Harbour Castle Hilton                       | Andrea Martin e Martin Short                | CBC                                         |
| 1986 | 10 novembre                                 | Toronto, Ontario                            | Harbour Castle Hilton                       | Howie Mandel                                | CBC                                         |
| 1987 | 2 novembre                                  | Toronto, Ontario                            | O'Keefe Centre                              | Howie Mandel                                | CBC                                         |
| 1988 | Nessuna edizione del premio svolta nel 1988 | Nessuna edizione del premio svolta nel 1988 | Nessuna edizione del premio svolta nel 1988 | Nessuna edizione del premio svolta nel 1988 | Nessuna edizione del premio svolta nel 1988 |
| 1989 | 12 marzo                                    | Toronto, Ontario                            | O'Keefe Centre                              | Andre-Philippe Gagnon                       | CBC                                         |
| 1990 | 18 marzo                                    | Toronto, Ontario                            | O'Keefe Centre                              | Rick Moranis                                | CBC                                         |
| 1991 | 3 marzo                                     | Vancouver, British Columbia                 | Queen Elizabeth Theatre                     | Paul Shaffer                                | CBC                                         |
| 1992 | 29 marzo                                    | Toronto, Ontario                            | O'Keefe Centre                              | Rick Moranis                                | CBC                                         |
| 1993 | 21 marzo                                    | Toronto, Ontario                            | O'Keefe Centre                              | Céline Dion                                 | CBC                                         |
| 1994 | 20 marzo                                    | Toronto, Ontario                            | O'Keefe Centre                              | Roch Voisine                                | CBC                                         |
| 1995 | 26 marzo                                    | Hamilton, Ontario                           | Copps Coliseum                              | This Hour Has 22 Minutes cast               | CBC                                         |
| 1996 | 10 marzo                                    | Hamilton, Ontario                           | Copps Coliseum                              | Anne Murray                                 | CBC                                         |
| 1997 | 9 marzo                                     | Hamilton, Ontario                           | Copps Coliseum                              | Jann Arden                                  | CBC                                         |
| 1998 | 22 marzo                                    | Vancouver, British Columbia                 | General Motors Place                        | Jason Priestly                              | CBC                                         |
| 1999 | 7 marzo                                     | Hamilton, Ontario                           | Copps Coliseum                              | Mike Bullard                                | CBC                                         |
| 2000 | 12 marzo                                    | Toronto, Ontario                            | SkyDome                                     | The Moffatts                                | CBC                                         |
| 2001 | 4 marzo                                     | Hamilton, Ontario                           | Copps Coliseum                              | Rick Mercer                                 | CBC                                         |
| 2002 | 14 aprile                                   | St. John's, Terranova e Labrador            | Mile One Stadium                            | Barenaked Ladies                            | CTV                                         |
| 2003 | 6 aprile                                    | Ottawa, Ontario                             | Corel Centre                                | Shania Twain                                | CTV                                         |
| 2004 | 4 aprile                                    | Edmonton, Alberta                           | Rexall Place                                | Alanis Morissette                           | CTV                                         |
| 2005 | 3 aprile                                    | Winnipeg, Manitoba                          | MTS Centre                                  | Brent Butt                                  | CTV                                         |
| 2006 | 2 aprile                                    | Halifax, Nuova Scozia                       | Halifax Metro Centre                        | Pamela Anderson                             | CTV                                         |
| 2007 | 1º aprile                                   | Saskatoon, Saskatchewan                     | Credit Union Centre                         | Nelly Furtado                               | CTV                                         |
| 2008 | 6 aprile                                    | Calgary, Alberta                            | Pengrowth Saddledome                        | Russell Peters                              | CTV                                         |
| 2009 | 29 marzo                                    | Vancouver, British Columbia                 | General Motors Place                        | Russell Peters                              | CTV                                         |
| 2010 | 18 aprile                                   | St. John's, Terranova e Labrador            | Mile One Centre                             | nessun presentatore                         | CTV                                         |
| 2011 | 27 marzo                                    | Toronto, Ontario                            | Air Canada Centre                           | Drake                                       | CTV                                         |
| 2012 | 1º aprile                                   | Ottawa, Ontario                             | Scotiabank Place                            | William Shatner                             | CTV                                         |
| 2013 | 21 aprile                                   | Regina, Saskatchewan                        | Brandt Centre                               | Michael Bublé                               | CTV                                         |
| 2014 | 30 marzo                                    | Winnipeg, Manitoba                          | MTS Centre                                  | Classified, Johnny Reid e Serena Ryder      | CTV                                         |
| 2015 | 15 marzo                                    | Hamilton, Ontario                           | FirstOntario Centre                         | Jacob Hoggard                               | CTV                                         |
| 2016 | 3 aprile                                    | Calgary, Alberta                            | Scotiabank Saddledome                       | Jann Arden and Jon Montgomery               | CTV                                         |
| 2017 | 2 aprile                                    | Ottawa, Ontario                             | Canadian Tire Centre                        | Bryan Adams and Russell Peters              | CTV                                         |
| 2018 | 25 marzo                                    | Vancouver, British Columbia                 | Rogers Arena                                | Michael Bublé                               | CBC Television                              |
| 2019 | 17 marzo                                    | London, Ontario                             | Budweiser Gardens                           | Sarah McLachlan                             | CBC Television                              |
| 2020 | 29 giugno                                   | Saskatoon, Saskatchewan                     | Virtuale                                    | Virtuale                                    | CBC Gem                                     |